# Галактика Андромеди
Гала́ктика Андроме́ди — найближча до Чумацького Шляху велика галактика, розташована в сузір'ї Андромеди і віддалена від нас на 772 кілопарсек (2,52 млн світлових років). Площина галактики нахилена до нас під кутом 15°, її видимий розмір — 3,2°×1°, видима зоряна величина — +3,4m. Віріальна маса Галактики Андромеди становить 1 трильйон сонячних мас (2,0×1042 кілограмів). Галактика має ізофотальний діаметр D25 близько 46,56 кілопарсека (152 000 світлових років), що робить її найбільшим членом Місцевої групи галактик за протяжністю.
Назва галактики походить від сузір'я Андромеди, в якому вона розташована, яке саме названо на честь принцеси, дружини Персея в грецькій міфології. Спочатку вона називалася Туманністю Андромеди й була внесена в каталог як Мессьє 31, M31 та NGC 224.
Чумацький Шлях і Галактика Андромеди мають близько 50-процентний шанс зіткнутися одна з одною та об'єднатись протягом наступних 10 мільярдів років. Вони потенційно можуть утворити гігантську еліптичну галактику або велику лінзоподібну галактику.

## Історія спостережень

### Від давніх часів до початку XX століття
Перша письмова згадка про галактику Андромеди міститься в «Каталозі нерухомих зір» перського астронома аль-Суфі (946 рік), який описав її як «маленьку хмару». Існують свідчення, що на одній з нідерландських карт зоряного неба, створеній близько 1500 року, була зображена галактика. Хоча сама карта не збереглася, про її існування відомо з письмових джерел того часу.

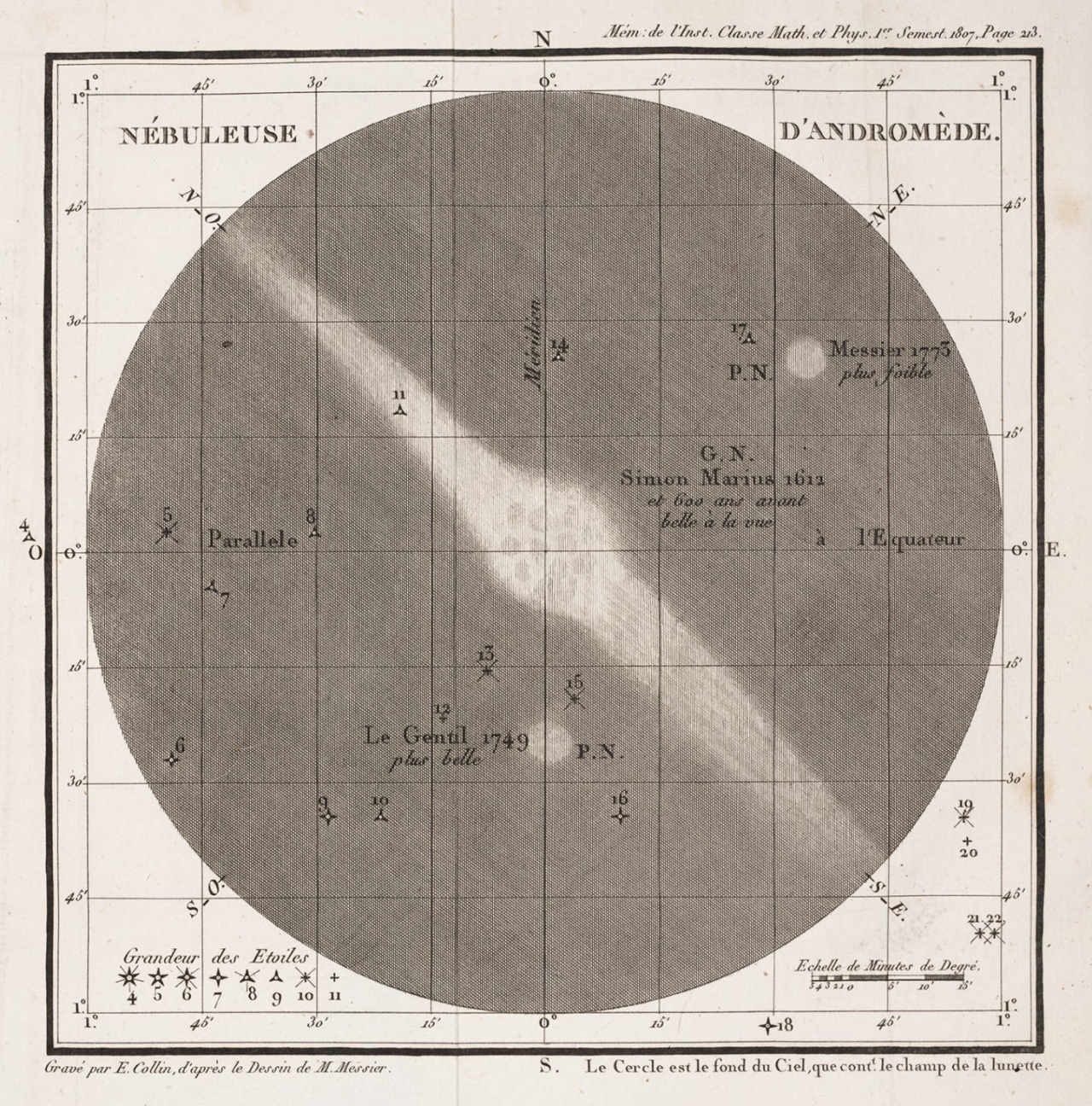
Мессьє 31 — Туманність Андромеди. Малюнок Ш. Мессьє. Опублікований в 1807 р.

Перші телескопічні спостереження об'єкта здійснив німецький астроном Симон Маріус 15 грудня 1612 року. Незалежні спостереження проводили Джованні Баттіста Одієрна (1654 р.) та Ісмаель Буйо (1661 р.) 1764 року Шарль Мессьє додав об'єкт у свій відомий каталог під номером M31, уважаючи його першовідкривачем Маріуса.
У 1755 році німецький філософ Іммануїл Кант у своїй книзі «Загальна природнича історія і теорія неба» висловив припущення, що Чумацький Шлях є лише однією з багатьох подібних зоряних систем. Він стверджував, що якщо на галактику подивитися згори, вона виглядатиме як кругла туманність, а якщо під кутом — як еліпсоїд. На цій підставі Кант зробив висновок, що спостережувані еліптичні туманності, зокрема туманність Андромеди, можуть бути окремими зоряними системами — іншими «острівними всесвітами».
Вільям Гершель був першим, хто почав систематично досліджувати туманності, зокрема галактику Андромеди. Він уважав, що M31 та інші туманності розсіюють світло зір, через що виглядають туманними об'єктами. Це припущення виявилося правильним для багатьох туманностей, але не для галактики Андромеди. Крім того, Гершель помилково вважав, що за кілька років зовнішній вигляд туманності змінюється. Ця ідея ґрунтувалася на тому, що за часів Гершеля фотографії не існувало, і астрономи були змушені покладатися на замальовки небесних тіл, які відрізнялися залежно від спостерігача. У 1785 році Гершель помилково обчислив відстань до галактики як 2000 відстаней між Сонцем і Сіріусом (приблизно 19 тисяч світлових років), вважаючи її найближчою з усіх туманностей, але правильно припустив, що туманність Андромеди схожа на Чумацький Шлях.
У 1847 році Джордж Бонд уперше виявив пилові смуги в галактиці. Вільям Гаґґінс, спостерігаючи спектр галактики Андромеди у 1864 році, помітив, що він відрізняється від спектрів газових туманностей і схожий на спектри відомих зір. Тоді стало вважатися, що M31 має хоч і дивну, але зоряну природу. 20 серпня 1885 року в галактиці Андромеди спостерігався вибух наднової, відомої як S Андромеди або SN 1885A, перший і поки що єдиний у цій галактиці. Ця наднова була прийнята за нову зорю, і ця помилка затвердила думку, що M31 знаходиться в нашій Галактиці.

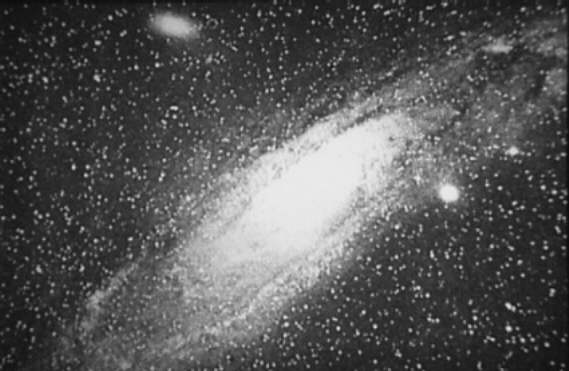
Перша фотографія Галактики Андромеди, отримана Ісааком Робертсом.

У 1887 році валлійський астроном Ісаак Робертс зробив першу в історії фотографію галактики М31, на якій були виявлені деякі деталі структури галактики. Робертс помітив кільцеподібні структури й дійшов хибного висновку, що він спостерігає туманність, де утворюється планетна система. У 1899 році він зробив більше фотографій галактики й зрозумів, що структури, прийняті ним за кільця, насправді є спіральними рукавами. Попри це відкриття, він все ще дотримувався думки, що цей об'єкт є лише туманністю в Чумацькому Шляху. Тому Робертс уважав M31 планетною системою, що формується, подібною до Сонячної системи.
У 1888 році Джон Дреєр опублікував Новий загальний каталог, що містить 7840 туманностей, зоряних скупчень та інших об'єктів. Галактика Андромеди увійшла в нього як NGC 224.

### XX століття
1912 року американський астроном Весто Мелвін Слайфер визначив променеву швидкість галактики. Використовуючи спектральний аналіз, він обчислив, що М31 рухається в напрямку до Сонця зі швидкістю приблизно 300 км/с. Це стало найбільшим на той час зафіксованим значенням такого типу.
У 1917 році американський астроном Гебер Кертіс, досліджуючи фотографії туманності Андромеди, виявив спалах нової зорі, а також ще одинадцять подібних об'єктів. Він звернув увагу, що ці нові були приблизно на 10 зоряних величин слабші, ніж ті, що спостерігалися в межах Чумацького Шляху. На підставі цих спостережень Кертіс оцінив відстань до туманності приблизно в 500 тисяч світлових років (32×109 а. о.) — значення, близьке за порядком до сучасних уявлень. Хоча ця оцінка приблизно в п'ять разів нижча за найточніші оцінки, доступні зараз, це була перша відома оцінка відстані до Андромеди. Ці спостереження стали основою для формування гіпотези «острівних всесвітів», згідно з якою спіральні туманності є окремими галактиками.
Смілива пропозиція Кертіса мала широкий резонанс в астрономічній спільноті. 26 квітня 1920 року Кертіс і Гарлоу Шеплі провели свої знамениті Великі дебати щодо Чумацького Шляху, спіральних туманностей та розмірів Всесвіту. Шеплі вважав, що наша галактика унікальна й становить увесь Усесвіт, а спіральні туманності є її частиною. Щоб підтвердити своє твердження про те, що Велика туманність Андромеди насправді є зовнішньою галактикою, Кертіс зазначив появу темних смуг в Андромеді, які нагадували пилові хмари в нашій власній галактиці, а також історичні спостереження значного доплерівського зсуву галактики Андромеди.
До 1920-х років точних вимірів відстані до M31 не існувало. Ранні спроби давали сильно занижені або невизначені результати. Наприклад, шведський астроном Карл Болін у 1907 році виявив у M31 паралакс у 0,17 секунди дуги, що призвело до виміряної відстані всього 6 парсек. І навпаки, величина паралакса, яку виміряв Адріан ван Маанен у 1918 році, була менша від величини похибки вимірювання. Інші методи також давали подібні результати. 1922 року Ернст Епік припустив, що сплюснутість центральних частин галактики викликана їхнім обертанням, і, знаючи саму швидкість обертання, оцінив відстань до галактики в 450 кілопарсек. 1923 року Кнут Лундмарк за видимим блиском нових зір, виявлених у галактиці, отримав відстань трохи більш ніж 1 мегапарсек. За порядком величини ці результати збігаються з загальноприйнятим значенням.
У 1923 році Едвін Габбл зробив детальні зображення галактики M31 за допомогою найбільшого в той час рефлектора — 2,5-метрового. Під час пошуків нових зір він випадково знайшов змінну зорю. Знайшовши більше, він ідентифікував їх як цефеїди, що дозволило йому обчислити відстань до галактики Андромеди. Результат (900 000 св. р.) був значно вищий, ніж результат дослідження Гебера Кертіса. Дослідження Габбла остаточно довели, що M31 є окремою галактикою, набагато дальшою від нас. Однак тоді Габбл не знав, що існує два типи цефеїд, через що його оцінка відстані виявилася заниженою більш ніж удвічі.
У другій половині XX століття спостереження продовжувалися. У 1950 році Роберт Генбері Браун та Сиріл Газард в обсерваторії Джодрелл-Бенк виявили радіовипромінювання з галактики Андромеди, а перші радіокарти об'єкта створив у 1950-х роках Джон Болдвін зі своєю командою з Кембриджської радіоастрономічної групи. Ядро M31 позначене в каталозі як 2C 56.
У 1944 році Вальтер Бааде вперше спостерігав окремі червоні гіганти в центрі галактики. Це дозволило йому встановити наявність двох зоряних популяцій — I та II, що мають різні характеристики. У 1952 році він довів, що цефеїди цих популяцій мають різну залежність між періодом і світністю, що призвело до подвоєння оцінки відстані до Андромеди, а також до решти об'єктів Всесвіту.
У 1958 році Жерар Анрі де Вокулер вивчив профіль яскравості галактики, розділивши внесок балджа і диска. 1959 року Андре Лальман, М. Дюшен та Мерл Вокер у обсерваторії Лік виявили швидке обертання ядра галактики, що вказувало на його велику масу — приблизно 1,3×10⁹ мас Сонця. У 1961 році подібне відкриття було зроблене в супутнику M31 — галактиці M32. Обертання ядер цих галактик нині вважається свідченням наявності надмасивних чорних дір.
У 1964 році Сідні ван ден Берг відкрив OB-асоціації в M31, а Вальтер Бааде й Гелтон Арп опублікували каталог областей H II. Перші планетарні туманності в галактиці також відкрив Бааде, але у великій кількості їх почали відкривати в 1970-х роках. У 1989 році був відкритий залишок наднової S Андромеди, а в 1991 році за допомогою телескопа «Габбл» з'ясувалося, що ядро галактики подвійне.

### XXI століття

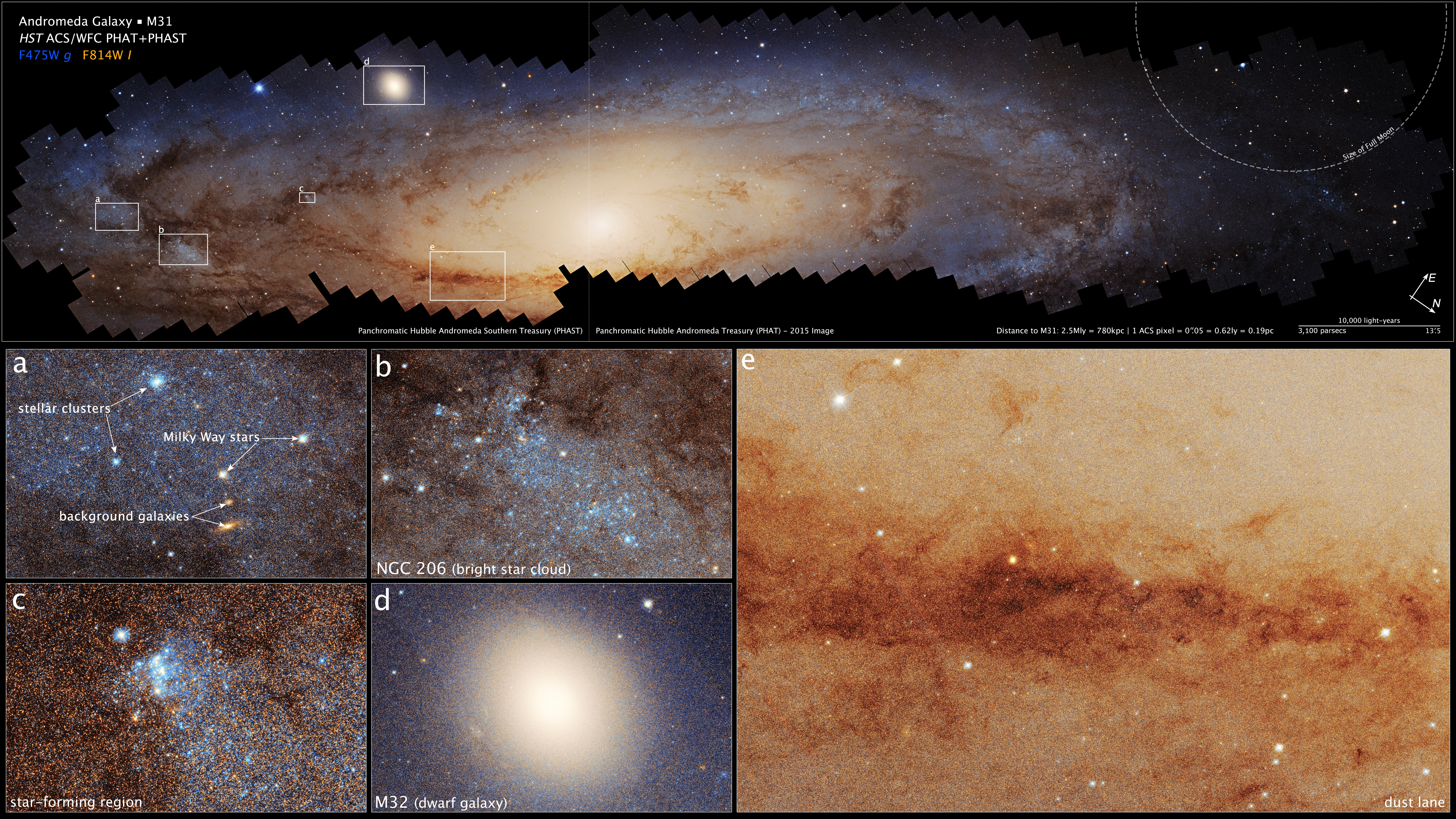
Найбільша мозаїка галактики Андромеди, створена Габблом, з деталями: (a) скупчення яскравих блакитних зір, фонові галактики, розташовані набагато далі, і яскраві зорі на передньому плані, насправді розташовані всередині Чумацького Шляху; (b) NGC 206 — найяскравіша зоряна хмара в галактиці Андромеди; (c) молоде скупчення блакитних зір; (d) галактика-супутник M32, яка може бути залишковим ядром галактики, що колись зіткнулася з галактикою Андромеди; (e) темні пилові смуги та міріади зір.

На початку XXI століття галактика Андромеди стала об'єктом активних наукових досліджень. Вона привертає особливу увагу астрономів завдяки зручному розташуванню: на відміну від Чумацького Шляху, Андромеда спостерігається збоку, і її структура добре видима без перешкод міжзоряного пилу.
У 2009 році можливе відкриття планети в галактиці Андромеди було зроблене завдяки явищу мікролінзування — гравітаційного ефекту, що виникає при проходженні масивного об'єкта перед джерелом світла.
У 2018 році за даними космічного телескопа Gaia було проведене детальне дослідження динаміки Андромеди й великої кількості її зір, що дозволило уточнити уявлення про структуру галактики та її еволюцію.
У 2020 році за допомогою радіотелескопа Вестерборк Синтез, 100-метрового радіотелескопа Еффельсберг і Дуже великої антенної решітки було зафіксоване лінійно поляризоване радіовипромінювання з області так званого «кільця 10 кпк» — зони активного зореутворення. Ці спостереження підтвердили наявність упорядкованих магнітних полів, орієнтованих уздовж цієї структури.
Серед ключових проєктів дослідження Андромеди — Panchromatic Hubble Andromeda Treasury (PHAT), який охопив центральну частину й диск галактики, а також Pan-Andromeda Archaeological Survey (PAndAS), присвячений вивченню зовнішніх структур, гало, припливних елементів (зоряних потоків і залишків зруйнованих галактик, утворених унаслідок гравітаційних взаємодій) і супутників. Ці програми дозволили виявити зоряні скупчення, визначити вікові й хімічні характеристики зір і реконструювати історію зореутворення.
На початку 2025 року NASA оприлюднило надзвичайно деталізовану мозаїку галактики Андромеди, створену на основі знімків телескопа «Габбл», зібраних протягом десяти років у рамках проєктів PHAT і PHAST. Зображення охоплює близько 600 перекривних полів і має роздільність 2,5 мільярди пікселів. На ньому видно приблизно 200 мільйонів гарячих зір, хоча це лише частина всього зоряного населення M31.

## Загальні характеристики

### Формування й історія

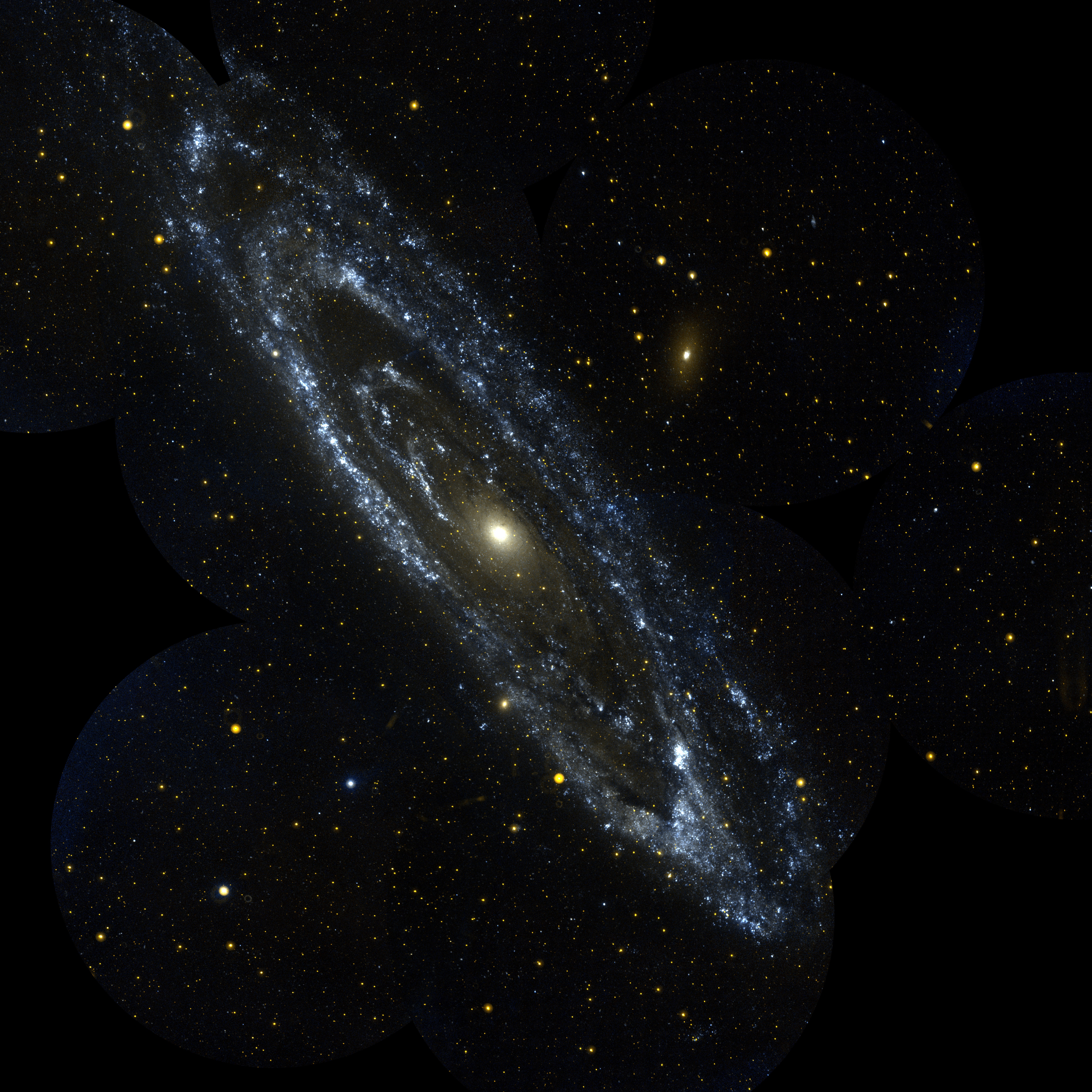
Галактика Андромеди в ультрафіолетових променях.

Близько 2—3 мільярдів років тому на місці сучасної галактики Андромеди відбулося значне злиття, в якому брали участь дві галактики з приблизним співвідношенням мас 4:1. Про це нещодавнє злиття вперше стало відомо завдяки інтерпретації аномальної залежності між віком і поширенням швидкостей зір у галактиці, а також через те, що близько 2 мільярдів років тому формування зір у диску Андромеди було значно активніше, ніж сьогодні. Моделювання цього потужного зіткнення показало, що воно сформувало більшу частину металозбагаченого гало галактики, включаючи Величезний потік, а також розширений товстий диск, молодий тонкий диск і статичне кільце на відстані 10 кпк.
Галактики Андромеди й Трикутника (M33), можливо, мали дуже тісне зближення 2—4 мільярди років тому, хоча вимірювання з космічного телескопа «Габбл» свідчать, що це малоймовірно.

### Оцінка відстані

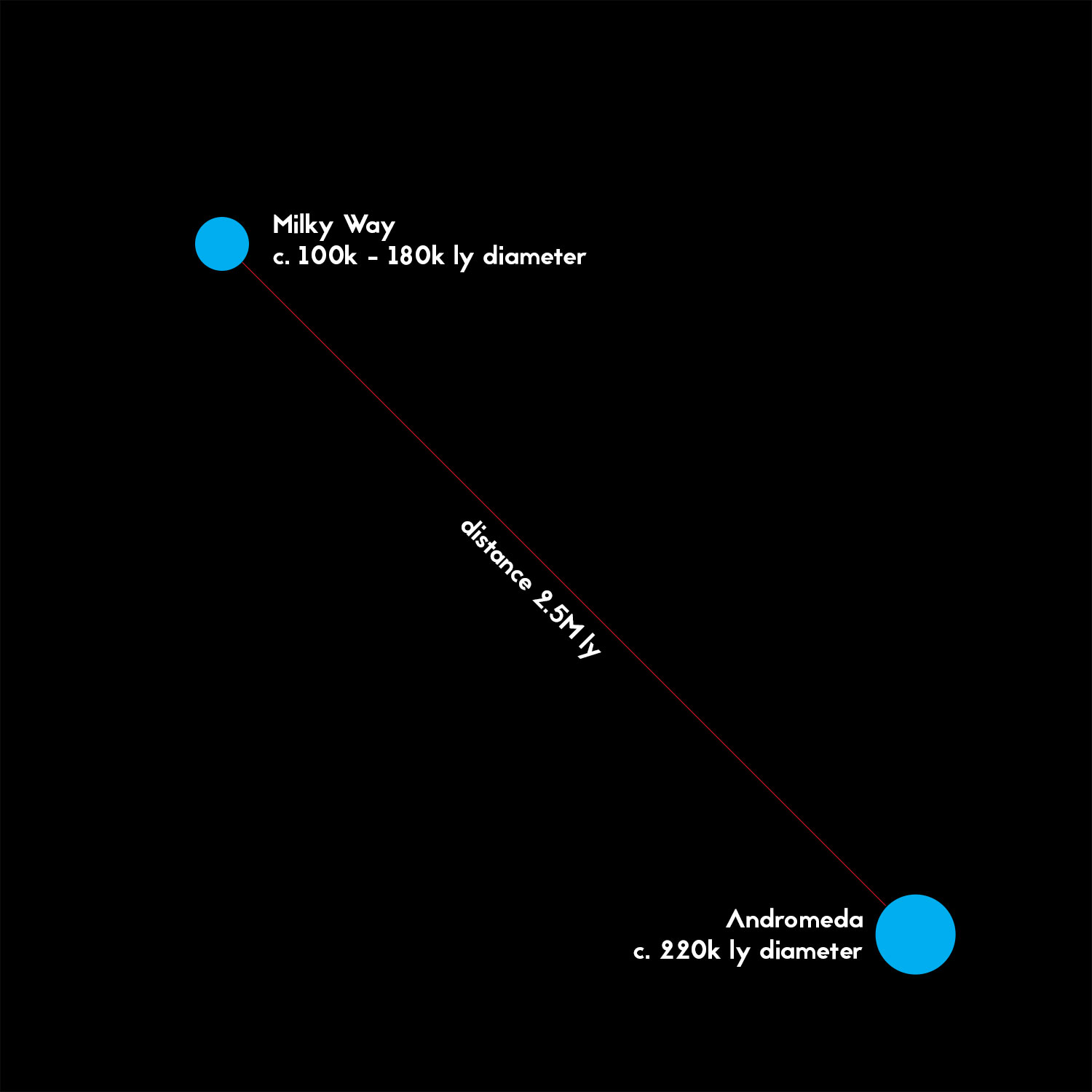
Ілюстрація, яка показує як розміри кожної галактики, так і відстані між двома галактиками в масштабі

Для оцінки відстані від Землі до галактики Андромеди були використані принаймні чотири різні методи.
1. У 2003 році, використовуючи інфрачервоні флуктації поверхневої яскравості(інші мови)(I-SBF) і враховуючи нове значення періоду світності та поправку на металічність у −0,2 зоряної величини на декс в (O/H), була отримана оцінка у 2,57 ± 0,06 мільйонів світлових років (162,5 ± 3,8 мільярдів а.о.).
2. Метод змінних цефеїд, запропонований у 2004 році, оцінив відстань у 2,51 ± 0,13 мільйона світлових років (770 ± 40 кпк)[48][49].
3. У 2005 році в галактиці Андромеди була відкрита затемнювано-подвійна зоря. Подвійна система[50] складається з двох гарячих блакитних зір класів O і B. Вивчаючи затемнення зір, астрономи отримали змогу виміряти їхні розміри. Знаючи їхні розміри й температуру, вони змогли виміряти їхню абсолютну величину. Коли відомі видимі і абсолютні величини, можна обчислити відстань до зорі. Зорі лежать на відстані 2,52 ± 0,14 млн св. р. (159,4 ± 8,9 млрд а. о.), а вся галактика Андромеди — близько 2,5 млн св.р. (160 млрд а. о.)[51]. Це нове значення узгоджується з попереднім незалежним визначенням відстані на основі цефеїд.
4. Метод вершини гілки червоних гігантів (англ. Tip of the red-giant branch, TRGB) також використовувався 2005 року і дав показання відстані у 2,56 ± 0,08 млн св. р. (161,9 ± 5,1 млрд а. о.)[52].

Усереднені разом ці оцінки відстані дають значення у 2,54 ± 0,11 мільйона св.р. (160,6 ± 7,0 мільярда а.о.).

### Оцінка маси

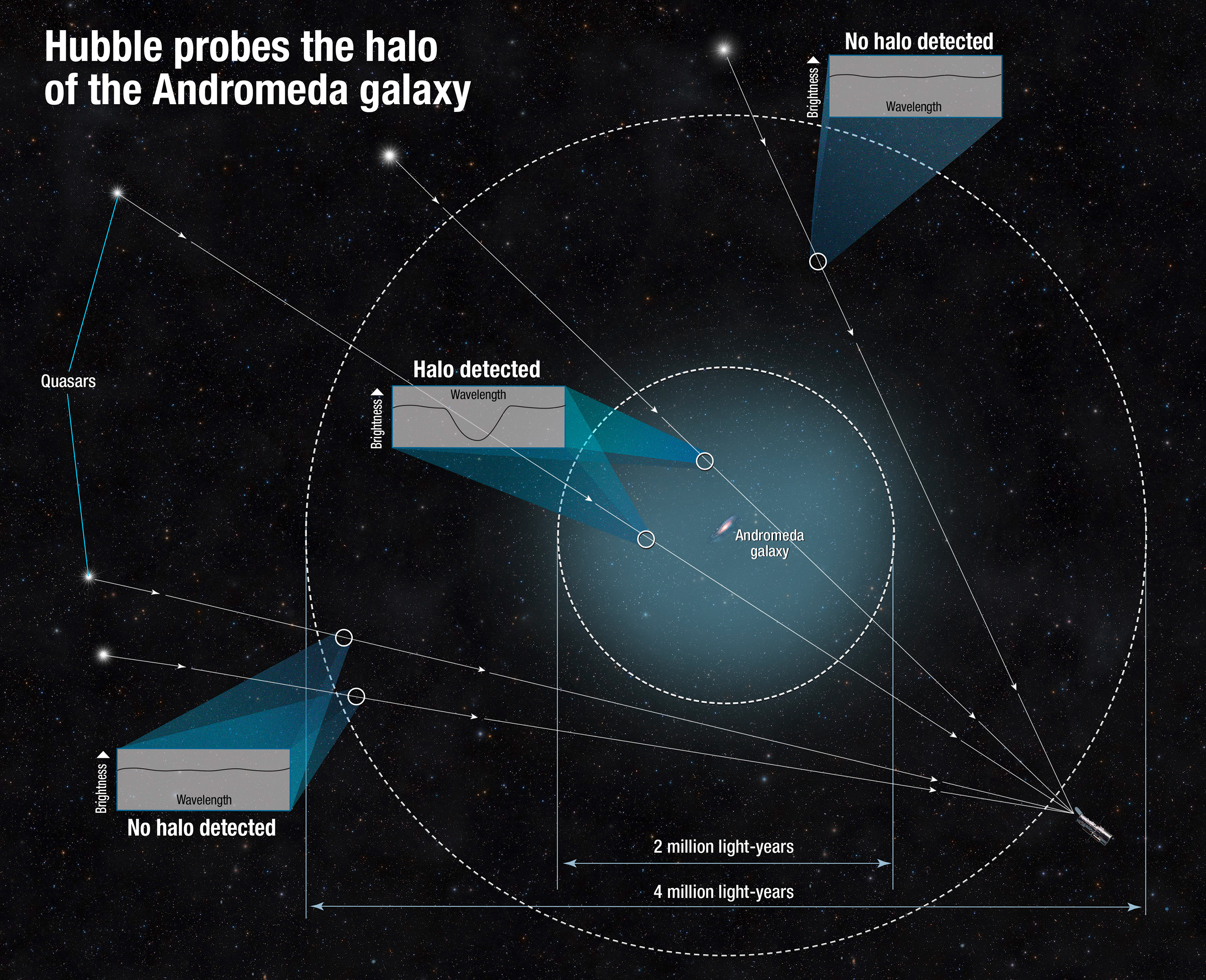
Гігантське гало навколо галактики Андромеди

До 2018 року оцінки маси гало Галактики Андромеди (включаючи темну матерію) давали значення приблизно 1,5 × 1012M☉ порівняно з 8 × 1011M☉ для Чумацького Шляху. Це суперечило навіть ще давнішим вимірюванням, які, як здавалося, вказували на те, що галактика Андромеди та Чумацький Шлях майже однакові за масою. У 2018 році попередні вимірювання рівності маси були відновлені за результатами радіозв'язку приблизно як 8 × 1011M☉. У 2006 році було встановлено, що сфероїд галактики Андромеди має вищу зоряну щільність, ніж сфероїд Чумацького Шляху, а її галактичний зоряний диск оцінювався вдвічі більшим за діаметр Чумацького Шляху. Загальна маса галактики Андромеди оцінюється в межах від 8 × 1011M☉ до 1,1 × 1012M☉. Зоряна маса M31 становить 10–15×1010M☉, причому 30 % цієї маси припадає на центральний балдж, 56 % — на диск, а решта 14 % — на зоряне гало. Результати радіозв'язку (маса подібна до маси Чумацького Шляху) слід уважати найімовірнішими за 2018 рік, хоча очевидно, що це питання все ще активно досліджують кілька дослідницьких груп по всьому світу.
Станом на 2019 рік поточні розрахунки, засновані на вимірюванні швидкості втечі та динамічної маси, показують, що маса галактики Андромеди становить 0,8 × 1012M☉, що становить лише половину новішого розрахунку маси Чумацького Шляху, розрахованої у 2019 році в 1,5 × 1012M☉.
Окрім зір, міжзоряне середовище галактики Андромеди містить принаймні 7,2 × 109M☉ у формі нейтрального водню, принаймні 3,4 × 108M☉ у вигляді молекулярного водню (в межах 10 кілопарсеків) і 5,4 × 107M☉ пилу.
Галактика Андромеди оточена масивним ореолом гарячого газу, який, за оцінками, містить половину маси зір у галактиці. Майже невидиме гало простягається приблизно на мільйон світлових років від материнської галактики на пів дороги до галактики Чумацький Шлях. Симуляції галактик указують на те, що гало утворилося одночасно з галактикою Андромеди. Гало збагачене елементами, важчими за водень і гелій, утвореними з наднових, і його властивості відповідають очікуваним властивостям галактики, яка лежить у «зеленій долині» діаграми колір — зоряна величина галактики. Наднові спалахують у заповненому зорями диска галактики Андромеди й викидають ці важчі елементи в космос. За час існування галактики Андромеди майже половина важких елементів, створених її зорями, була викинута далеко за межі зоряного диска галактики діаметром 200 000 світлових років.

### Оцінка світності

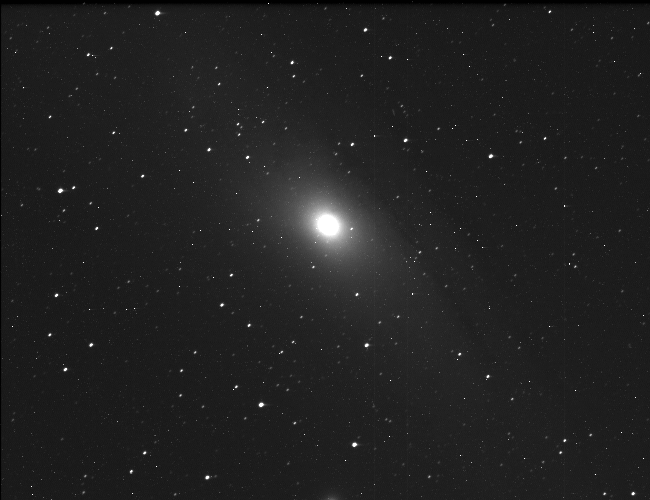
Фотографія галактики Андромеди, зроблена з поверхні Землі за допомогою телескопа

Очікувана світність галактики Андромеди становить приблизно 2,6 × 10¹⁰ L☉, що на 25 % перевищує світність Чумацького Шляху. Точну світність визначити складно через значний кут нахилу диска галактики щодо Землі, а також наявність міжзоряного пилу, який поглинає частину світла. Різні дослідники подають різні оцінки світності галактики Андромеди, а деякі навіть уважають, що вона є лише другою за яскравістю в межах 10 мегапарсеків від Чумацького Шляху, поступаючись галактиці Сомбреро, чия абсолютна зоряна величина становить приблизно −22,21.
Згідно з дослідженнями, виконаними на основі спостережень космічного телескопа «Спітцер» і опублікованими 2010 року, абсолютна зоряна величина галактики Андромеди в синій частині спектра становить −20,89. За колірним індексом +0,63 це відповідає абсолютній візуальній зоряній величині −21,52, що вище від аналогічного значення для Чумацького Шляху (приблизно −20,9). Загальна світність Андромеди в цьому діапазоні становить 3,64 × 10¹⁰ L☉.
Попри більшу світність, швидкість зореутворення в галактиці Андромеди нижча, ніж у Чумацькому Шляху. Вона утворює приблизно одну сонячну масу зір на рік, тоді як у нашій галактиці цей показник становить 3–5 сонячних мас на рік. Частота появи нових зір у Чумацькому Шляху також приблизно вдвічі вища. Це свідчить про те, що галактика Андромеди вже пройшла фазу активного зореутворення й у сучасності перебуває в порівняно спокійному стані. Якщо тенденція збережеться, світність Чумацького Шляху з часом може перевищити світність галактики Андромеди.
Сучасні дослідження класифікують M31 як галактику, що перебуває в так званій «зеленій долині» на діаграмі кольору і зоряної величини. Цей регіон населяють галактики, подібні до Чумацького Шляху, що еволюціонують від «блакитної хмари» (молоді галактики з активним зореутворенням) до «червоної послідовності» (старі галактики з незначною або відсутньою активністю зореутворення). У галактиках «зеленої долини» темпи утворення нових зір зменшуються через вичерпання газу в міжзоряному середовищі. Моделювання показує, що в галактиках з характеристиками, подібними до Андромеди, зореутворення може зовсім припинитися через п'ять мільярдів років, попри потенційне короткочасне його зростання, спричинене майбутнім зіткненням з Чумацьким Шляхом.

## Рух у Місцевій групі

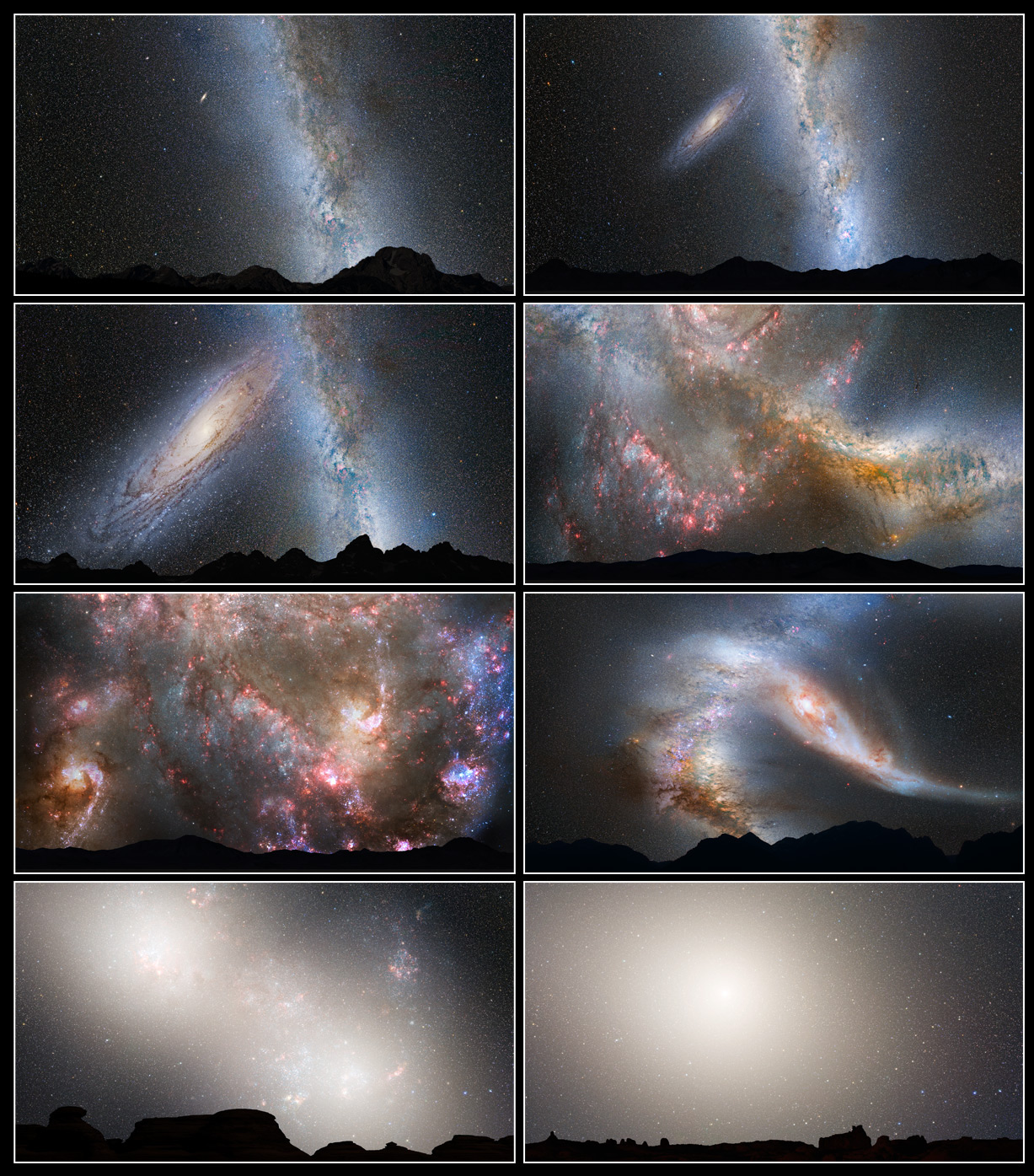
Ілюстрація етапів зіткнення між Чумацьким Шляхом та галактикою Андромеди

Галактика Андромеди (M31), як і Чумацький Шлях, входить у склад Місцевої групи галактик — скупчення, що включає понад 50 галактик.

### Майбутнє зіткнення
Галактика Андромеди наближається до Чумацького Шляху зі швидкістю приблизно 110 кілометрів за секунду. За вимірюваннями, вона наближається відносно Сонця приблизно на 300 км/с при швидкості обертання Сонця навколо центру галактики 225 км/с. Це робить галактику Андромеди однією з близько 100 спостережуваних галактик із синім зсувом. Обертова швидкість галактики Андромеди відносно Чумацького Шляху невідома, але, за оцінками, вона менша від швидкості наближення. Після першого вимірювання обертової швидкості було передбачено, що Андромеда зіткнеться безпосередньо з Чумацьким Шляхом приблизно через 4 мільярди років. Пізніші розрахунки, зокрема вимірювання вищої обертової швидкості й впливу інших галактик Місцевої групи за даними космічного апарату Gaia, виявили значно нижчу ймовірність злиття.
Імовірним результатом зіткнення буде злиття галактик в гігантську еліптичну галактику або велику дискову галактику. Таке злиття часто трапляється серед галактик у групах. Доля Землі й Сонячної системи в разі зіткнення станом на 2025 рік невідома. Перш ніж галактики зіллються, існує невелика ймовірність того, що Сонячна система може бути викинута з Чумацького Шляху або приєднатися до галактики Андромеди.

## Структура
Галактика Андромеди має масу, в 1,5 раза більшу від маси Чумацького Шляху, і є найбільшою в Місцевій групі. Ґрунтуючись на даних, отриманих за допомогою космічного телескопа «Спітцер», астрономи з'ясували, що в її склад входить близько трильйона зір. Вона має кілька відомих нам карликових супутників: M32, M110, NGC 185, NGC 147. Її діаметр становить 260 000 світлових років, що у 2,6 раза більше, ніж у Чумацького Шляху.

### Ядро
У ядрі М31, як і в багатьох інших галактиках (зокрема в Чумацькому Шляху), перебуває кандидат у надмасивні чорні діри (НЧД). Розрахунки показали, що його маса перевищує 140 мільйонів мас Сонця. 2005 року космічний телескоп «Габбл» виявив загадковий диск із молодих блакитних зір, які оточують цю НЧД. Вони обертаються навколо релятивістського об'єкта, як планети навколо Сонця. Астрономи були здивовані тим, як такий диск у формі бублика міг утворитися так близько до настільки масивного об'єкта. За розрахунками, значні припливні сили НЧД не дозволяють газопиловим хмарам конденсуватися й утворювати нові зорі.

Подвійне ядро галактики.

Відкриття цього диска поклало ще один аргумент у скарбничку теорії існування чорних дір. Уперше блакитне світло в ядрі М31 астрономи виявили ще 1995 року за допомогою телескопа «Габбл». Через три роки світло було ідентифіковане зі скупченням блакитних зір. Лише 2005 року, використовуючи спектрограф, установлений на телескопі, спостерігачі визначили, що скупчення складається з понад 400 зір, що утворилися приблизно 200 мільйонів років тому. Зорі зібрані в диск діаметром усього 1 світловий рік. У центрі диска розташовані старіші й холодніші червоні зорі, виявлені раніше «Габблом». За даними 1991 року, променеві швидкості зір у диску галактики досягали 1000 км/с (3,6 млн км/год), що вважалося рекордним показником на той час. Це пояснювали гравітаційним впливом надмасивної чорної діри в центрі. З такою швидкістю можна за 40 секунд облетіти Землю або за шість хвилин дістатися до Місяця.
Крім НЧД і диска блакитних зір, у ядрі галактики є й інші об'єкти. 1993 року відкрито подвійне зоряне скупчення в центрі М31, що виявилося несподіванкою для астрономів, оскільки два сусідні скупчення зливаються в одне за досить короткий проміжок часу — близько 100 тисяч років. За розрахунками, злиття мало відбутися мільйони років тому, але цього не сталося. Скотт Тремейн (англ. Scott Tremaine) із Принстонського університету запропонував пояснення, що в центрі галактики розташоване не подвійне скупчення, а кільце зі старих червоних зір. Це кільце може виглядати як два скупчення, оскільки з Землі можна спостерігати тільки зорі на протилежних боках кільця. Таким чином, це кільце має перебувати на відстані 5 світлових років від НЧД і оточувати диск з молодих блакитних зір. Кільце й диск обернені до нас тим самим боком, що може свідчити про їхнє взаємопов'язане існування.
Вивчаючи центр М31 за допомогою космічного телескопа XMM-Newton, група європейських дослідників виявила 63 дискретних джерела рентгенівського випромінювання. Більшість з них (46 об'єктів) ідентифіковано як маломасивні рентгенівські подвійні зорі, решта ж являють собою або нейтронні зорі, або кандидати в чорні діри в подвійних системах.

### Скупчення

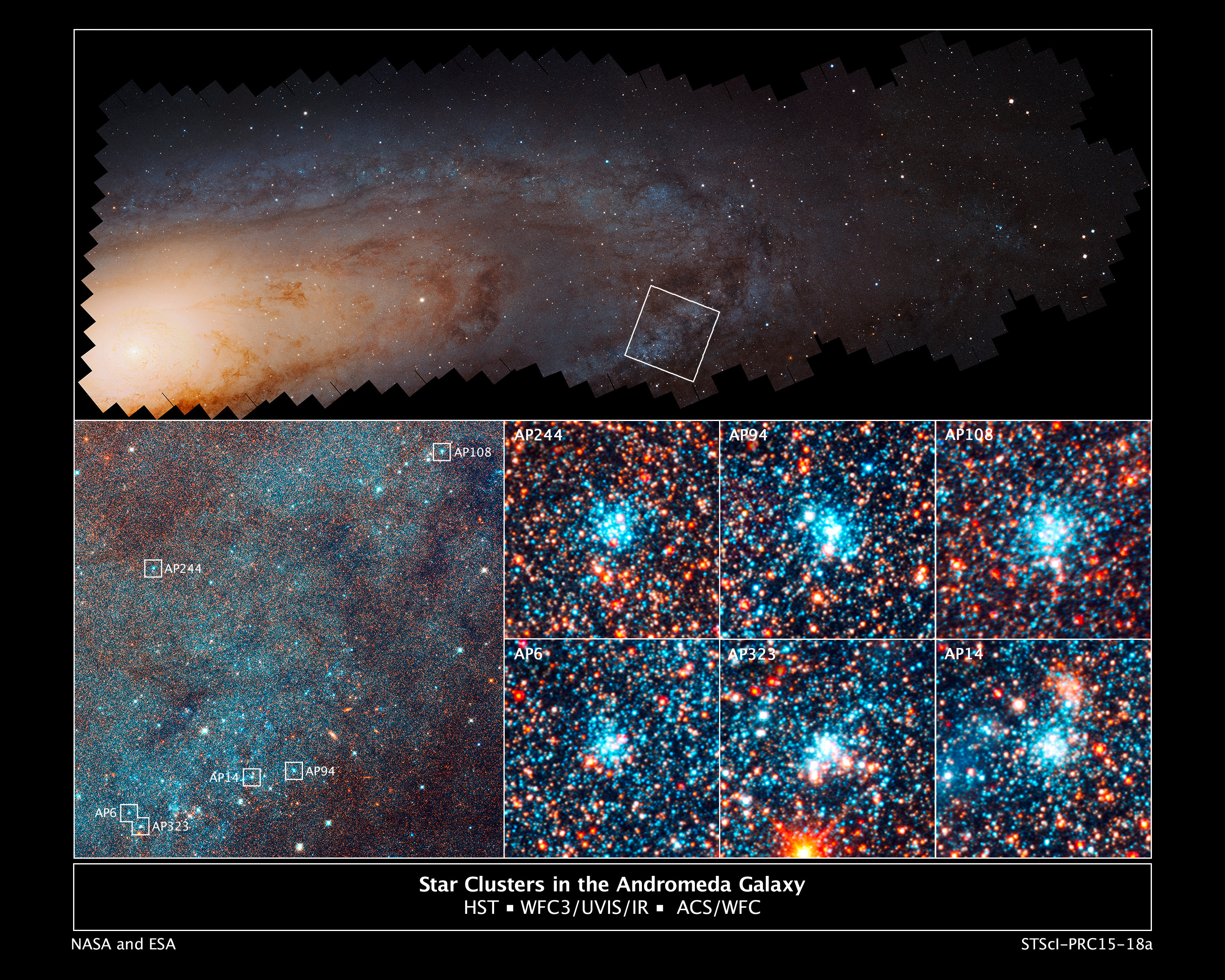
Зоряні скупчення в галактиці Андромеди

У галактиці зареєстровано близько 460 кулястих скупчень. Найяскравіше з них — «Маял II», яке ще називають G1, що має найбільшу світність серед скупчень у Місцевій групі: воно яскравіше від Омеги Центавра (найяскравішого скупчення Чумацького Шляху). Скупчення перебуває на відстані близько 130 тисяч світлових років від центру галактики Андромеди й містить щонайменше 300 тисяч зір. «Маял II» має кілька зоряних популяцій та структуру, занадто масивну для звичайного кулястого скупчення. Найімовірніше, це ядро давньої карликової галактики, колись поглиненої М31. Згідно з дослідженнями, в центрі скупчення перебуває кандидат у чорні діри масою 20 тисяч Сонячних. Інше масивне кулясте скупчення, назване 037-B327 (також відоме як Bol 37), відкрите 2006 року, вважалося масивнішим за «Маял II», але інші дослідження показали, що воно подібне за властивостями до «Маял II».

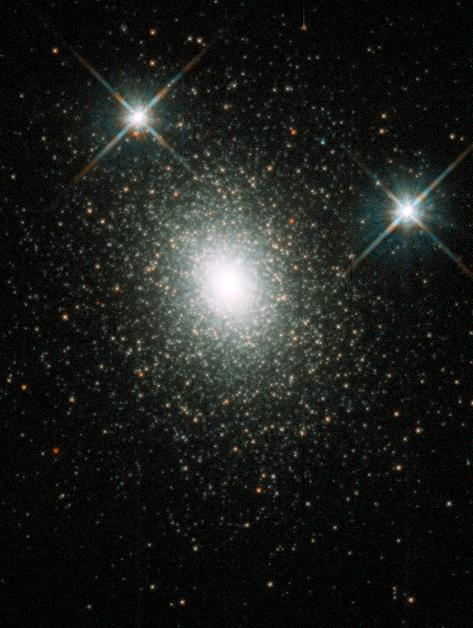
Кулясте скупчення «Маял II».

На відміну від кулястих скупчень Чумацького Шляху, які демонструють відносно низьку дисперсію віку, кулясті скупчення Галактики Андромеди мають набагато ширший діапазон віку: від систем такого самого віку, як сама галактика, до набагато молодших систем, з віком від кількох сотень мільйонів років до п'яти мільярдів років.
2005 року астрономи виявили в гало М31 новий вид зоряних скупчень. Три нововідкриті скупчення містять сотні тисяч яскравих зір — майже таку саму кількість, як кулясті скупчення. Від кулястих скупчень їх відрізняє те, що вони набагато більші за розмірами — кількасот світлових років у діаметрі, а також менш масивні та мають значно більші відстані між зорями. Можливо, вони являють собою перехідний клас систем між кулястими скупченнями та карликовими сфероїдальними галактиками.
Наймасивніше кулясте скупчення в галактиці Андромеди, B023-G078, імовірно, має центральну проміжну чорну діру масою майже 100 000 сонячних мас.
1999 року виявлено подію мікролінзування PA-99-N2, що є можливим доказом існування екзопланети масою 6,34 маси Юпітера. Якщо це буде підтверджено, це буде перша екзопланета, знайдена в іншій галактиці. 

## Рентгенівське випромінювання

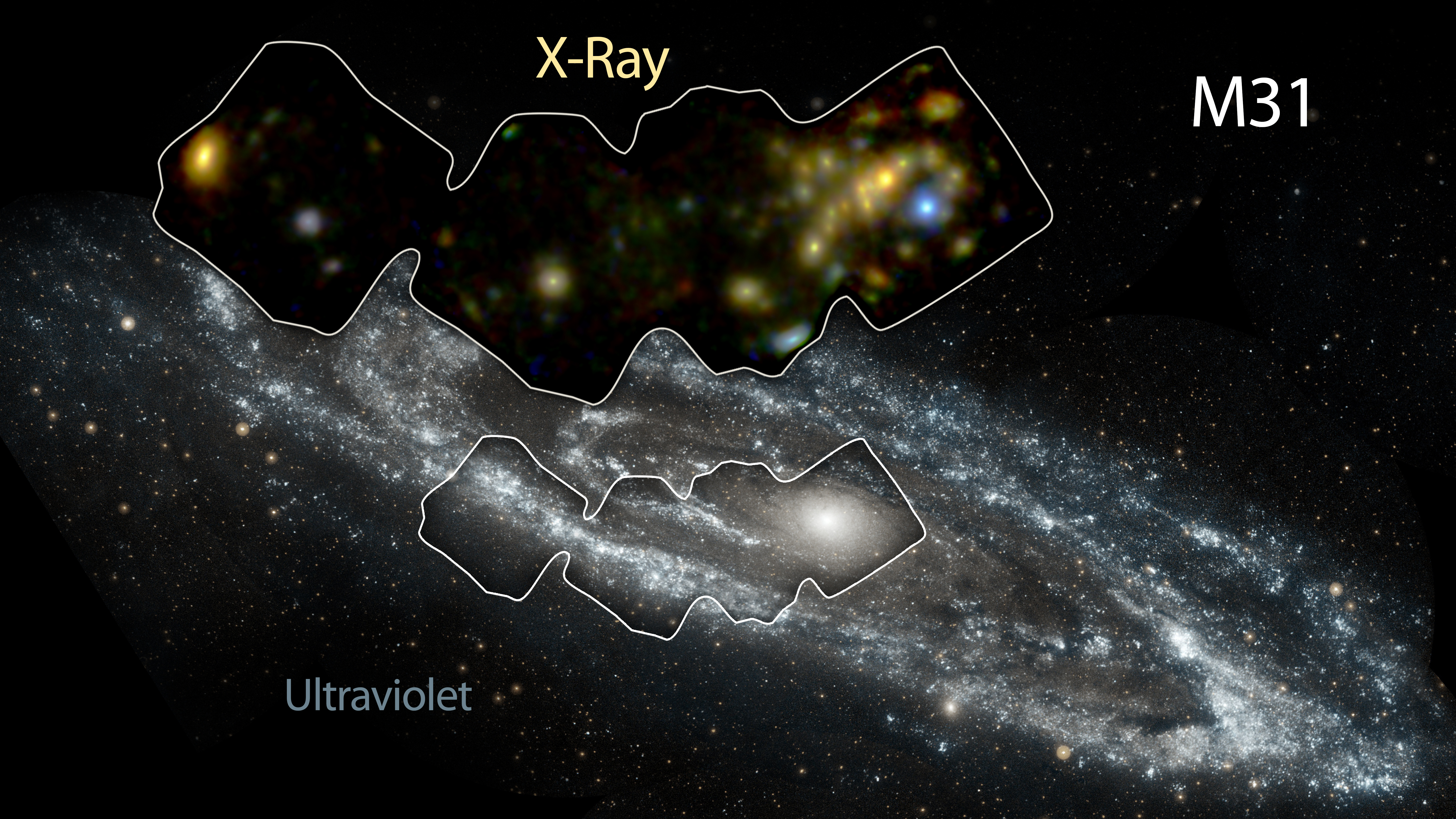
Галактика Андромеди у високоенергетичному рентгенівському й ультрафіолетовому світлі (опубліковано 5 січня 2016 року)

До кінця 1968 року рентгенівського випромінювання від галактики Андромеди не було зареєстровано. Під час польоту на повітряній кулі 20 жовтня 1970 року встановлено верхню межу для можливого виявлення жорсткого рентгенівського випромінювання з цієї галактики. Згодом огляд усього неба, проведений за допомогою телескопа Swift BAT, зафіксував жорстке рентгенівське випромінювання з ділянки, центр якої розташований на відстані приблизно 6 кутових секунд від центру галактики Андромеди. Подальші спостереження засвідчили, що джерело випромінювання з енергією понад 25 кеВ — це об'єкт 3XMM J004232.1+411314, який ідентифіковано як подвійну систему. У цій системі компактний об'єкт — нейтронна зоря або чорна діра — акреціює (поглинає) матерію зі свого зоряного компаньйона.
Пізніше за допомогою орбітальної рентгенівської обсерваторії XMM-Newton, яку використовує Європейське космічне агентство (ESA), у галактиці Андромеди виявлено кілька джерел рентгенівського випромінювання. Дослідник Робін Барнард з колегами припустили, що ці об'єкти є кандидатами на чорні діри або нейтронні зорі. Вони нагрівають навколишній газ до температур у мільйони кельвінів, унаслідок чого відбувається інтенсивне рентгенівське випромінювання. Розрізнити нейтронні зорі й чорні діри здебільшого можна за їхньою масою.
У межах спостережної кампанії космічної місії NuSTAR у галактиці Андромеди виявлено 40 подібних об'єктів. У 2012 році астрономи зафіксували в цій галактиці мікроквазар — потужний радіоспалах, що виникає внаслідок активності компактного об'єкта, імовірно, невеликої чорної діри масою близько 10 M☉. Вона розташована поблизу центру галактики.
Мікроквазар був виявлений на основі даних, зібраних апаратом XMM-Newton, а надалі підтверджений спостереженнями, проведеними місією Swift (NASA), рентгенівською обсерваторією Chandra, а також за допомогою радіоінтерферометрів Very Large Array і Very Long Baseline Array. Це був перший мікроквазар, зареєстрований у галактиці Андромеди, і водночас перший відомий мікроквазар поза межами Чумацького Шляху.

## Ближні й супутникові галактики

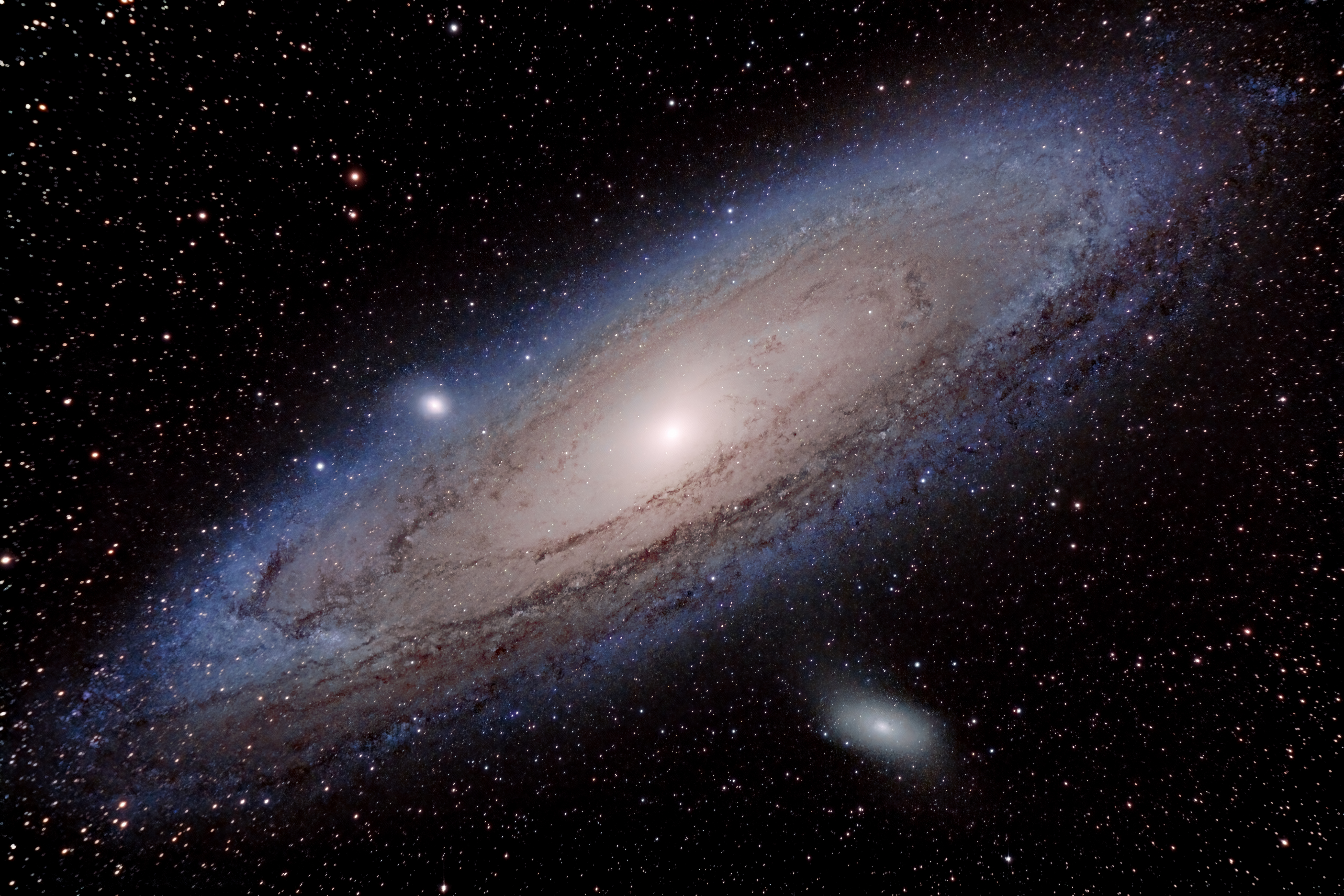
Галактика Андромеди з галактиками-супутниками M32 (у центрі ліворуч над ядром галактики) та M110 (у центрі праворуч під галактикою)

Подібно до Чумацького Шляху, галактика Андромеди має власну систему супутників — карликових галактик, кількість яких перевищує 20. Загальна структура й популяція супутників схожі на аналогічну систему Чумацького Шляху, хоча галактика Андромеди має значно більше галактик-супутників.
Найвідомішими й найяскравішими супутниковими галактиками є M32 та M110. Дані спостережень свідчать, що M32, можливо, зазнала тісної взаємодії з галактикою Андромеди в минулому. Існує гіпотеза, що M32 колись була масивнішою галактикою, чий зоряний диск був частково зруйнований унаслідок гравітаційного впливу галактики Андромеди. Ця взаємодія, імовірно, призвела до спалаху зореутворення в центральній частині M32, який тривав до порівняно недавнього часу.
Галактика M110 — ще один яскравий супутник Андромеди, що також демонструє ознаки взаємодії з головною галактикою. У її гало виявлено потоки зір з підвищеним вмістом металів, які, як припускають, були відірвані внаслідок гравітаційної взаємодії з галактикою Андромеди. У M110 спостерігається пилова смуга, що може свідчити про нещодавнє або тривале зореутворення. M32, своєю чергою, також містить молоду зоряну популяцію.
Галактика Трикутника (M33) більша від карликових супутників і розташована на відстані близько 750 000 світлових років від галактики Андромеди. Станом на 2021 рік точно не встановлено, чи входить вона в систему супутників галактики Андромеди.
2006 року встановлено, що дев'ять із відомих галактик-супутників розташовані в єдиній площині, що проходить через центр галактики Андромеди. Їхнє просторове розташування не випадкове, як це має бути в разі незалежного формування, що може свідчити про спільне припливне походження цих об'єктів.

## Аматорські спостереження

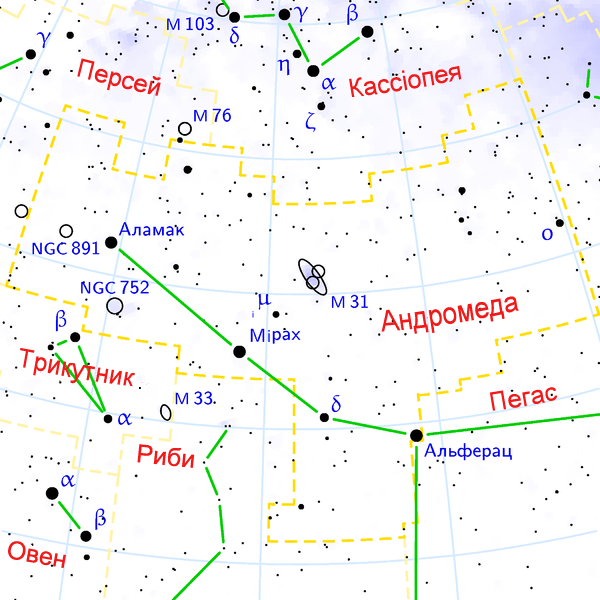
Туманність Андромеди в сузір'ї Андромеди.

За більшості умов спостереження, галактика Андромеди — один з найвіддаленіших об'єктів, видимих із Землі неозброєним оком, завдяки її величезним розмірам (M33 і, для спостерігачів з винятково хорошим зором, M81 можна побачити на дуже темному небі). Найкращий час для спостережень галактики Андромеди — осінь-зима. Рано ввечері вона сходить на сході у вересні й заходить на заході в лютому. З південної півкулі галактику Андромеди видно в період з жовтня по грудень; її найкраще спостерігати якнайдалі на північ. На темному «сільському» небі (вдалині від засвіченого міського неба) дифузний овал М31 видно неозброєним оком поруч із зорею ν Андромеди. Через обмежену швидкість світла на Землі її бачать такою, якою вона була 2,5 млн років тому, коли на Землі ще не було сучасних людей. Відповідно до спеціальної теорії відносності, не існує ніякого способу дізнатися, як ця галактика виглядає зараз, оскільки те, що ми бачимо, для нас і є зараз.

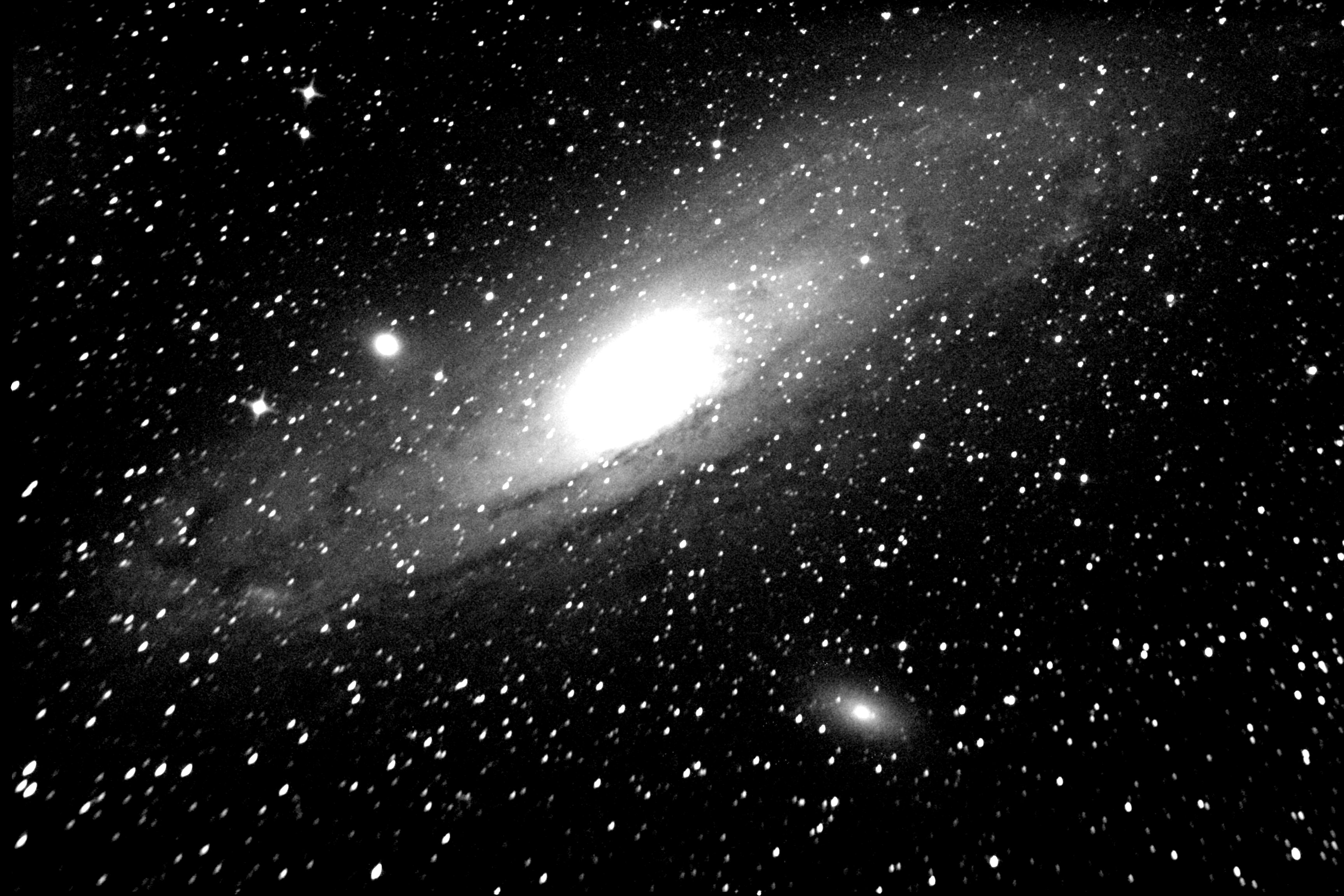
Фото галактики Андромеди, зроблене з аматорського телескопа

У бінокль галактика помітна навіть на засвіченому небі великих міст. Також її можна спостерігати в аматорські телескопи середньої апертури (150—200 мм). На чистому небі в безмісячну ніч галактика виглядає просто великим еліпсоїдом з розмитими й тьмяними краями та яскравим ядром. Уважний спостерігач спостерігає одну-дві пилові смуги на північно-західному (ближчому до нас) краю галактики й невелике підвищення яскравості на південному заході (величезна область зореутворення в туманності М31). Ніяких інших деталей, за винятком двох супутників — невеликих еліптичних галактик M32 і М110 — не спостерігається.
В аматорський телескоп неможливо спостерігати нічого подібного до барвистих фотографій та ілюстрацій, що є в популярних виданнях. Причина полягає в особливостях нічного зору людини. Наші очі хоч і мають високу світлочутливість, але не здатні, подібно до сучасних фотоприймачів, накопичувати світло в процесі тривалої експозиції. До того ж нічна чутливість людських очей досягається шляхом утрати розпізнавання кольорів і значного зниження гостроти зору. Як наслідок, під час візуальних спостережень дифузних об'єктів далекого космосу видно лише нечіткі світло-сірі об'єкти на темно-сірому фоні. До цього додаються великі розміри М31, що зменшує її контрасти й деталізацію.

## В культурі
У масовій культурі галактика Андромеди використовується головним чином як локація у різних науково-фантастичних творах. В однойменному романі Івана Єфремова «Туманність Андромеди» (1955—1956 роки) галактика Андромеди — це перша з галактик, з цивілізаціями якої вдається встановити контакт. Серед кінофільмів вирізняються серіал A for Andromeda (1961 рік), в якому сюжет ґрунтується на тому, що вчені прийняли радіоповідомлення, відправлене з галактики Андромеди, а також серіал Star Trek, в одній із серій якого з галактики прибувають розумні істоти. Галактика є частиною сетингу комп'ютерних ігор, наприклад, Mass Effect: Andromeda (2017 рік).

## Галерея

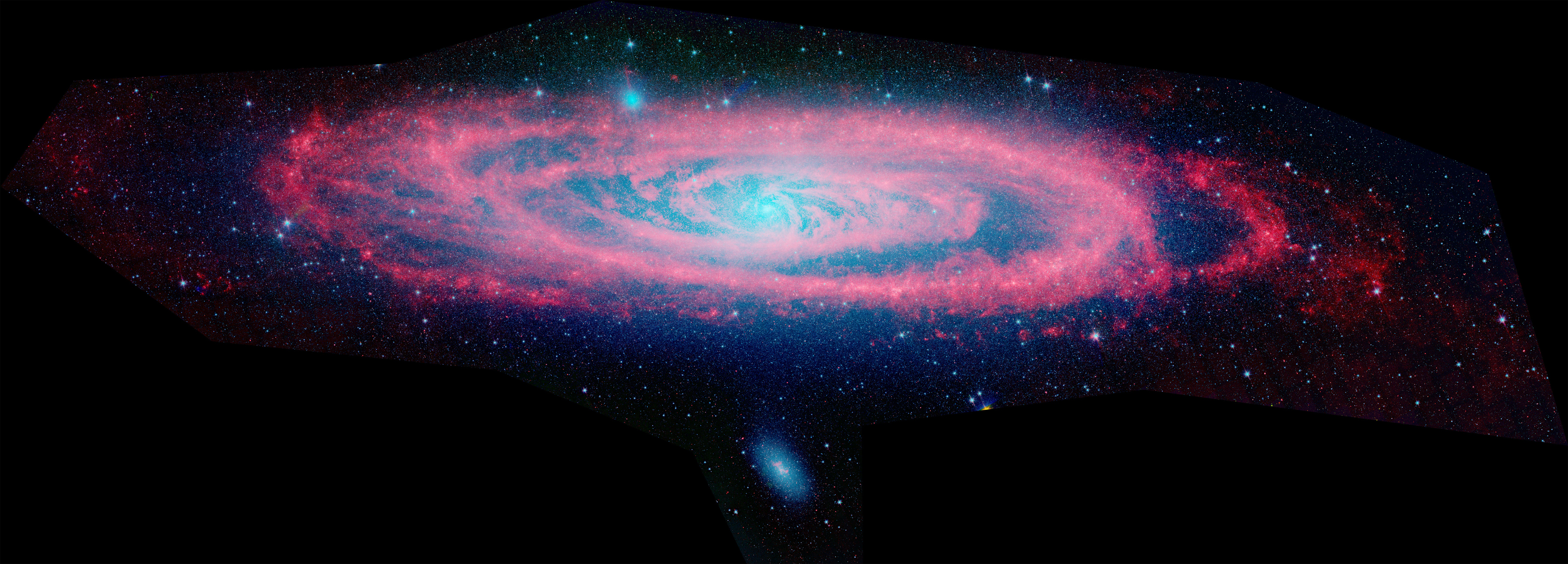
Туманність Андромеди в інфрачервоному з космічного телескопа Спітцера.
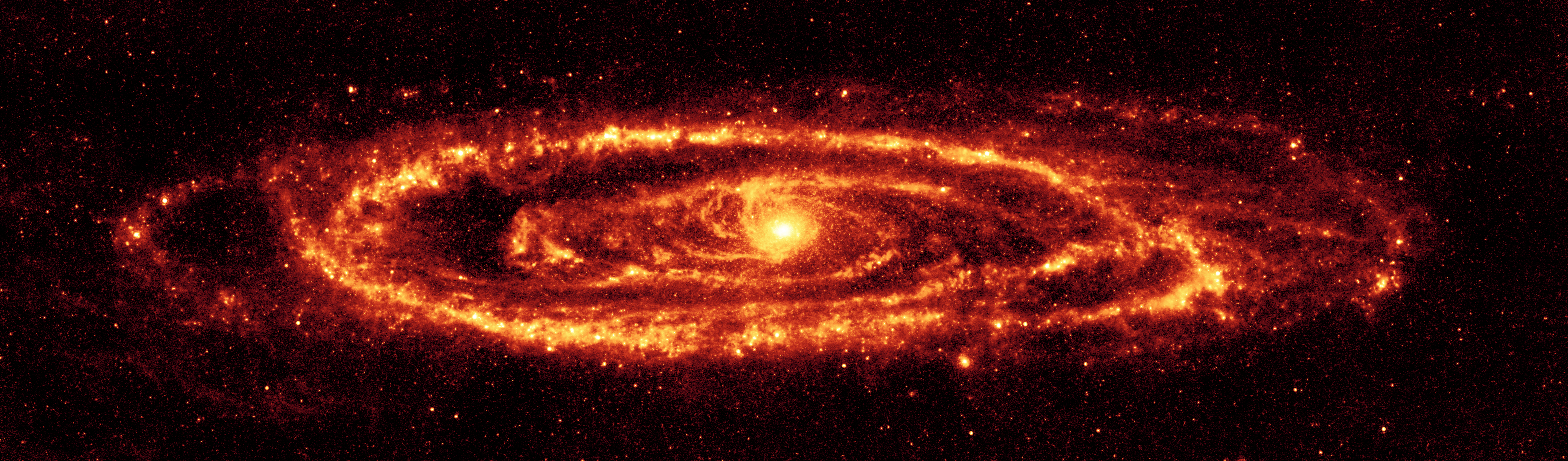
Зображення галактики з телескопа Спітцера в інфрачервоному.
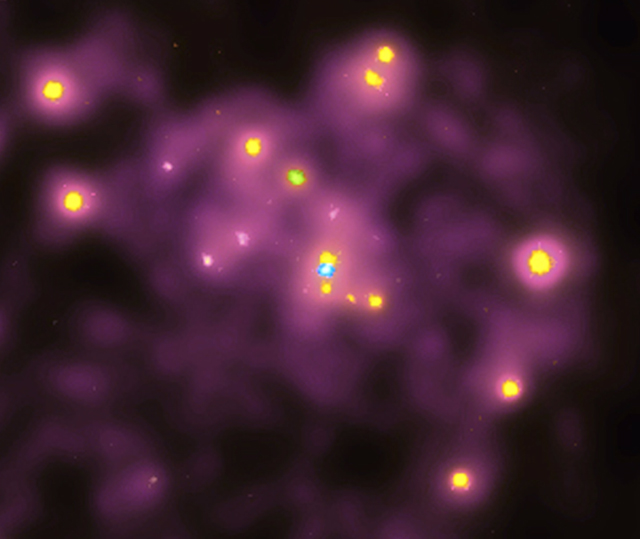
Фото центру M31 з телескопа Чандра. Жовтуваті крапки — джерела рентгенівського випромінювання, синя крапка в центрі — надмасивна чорна діра.
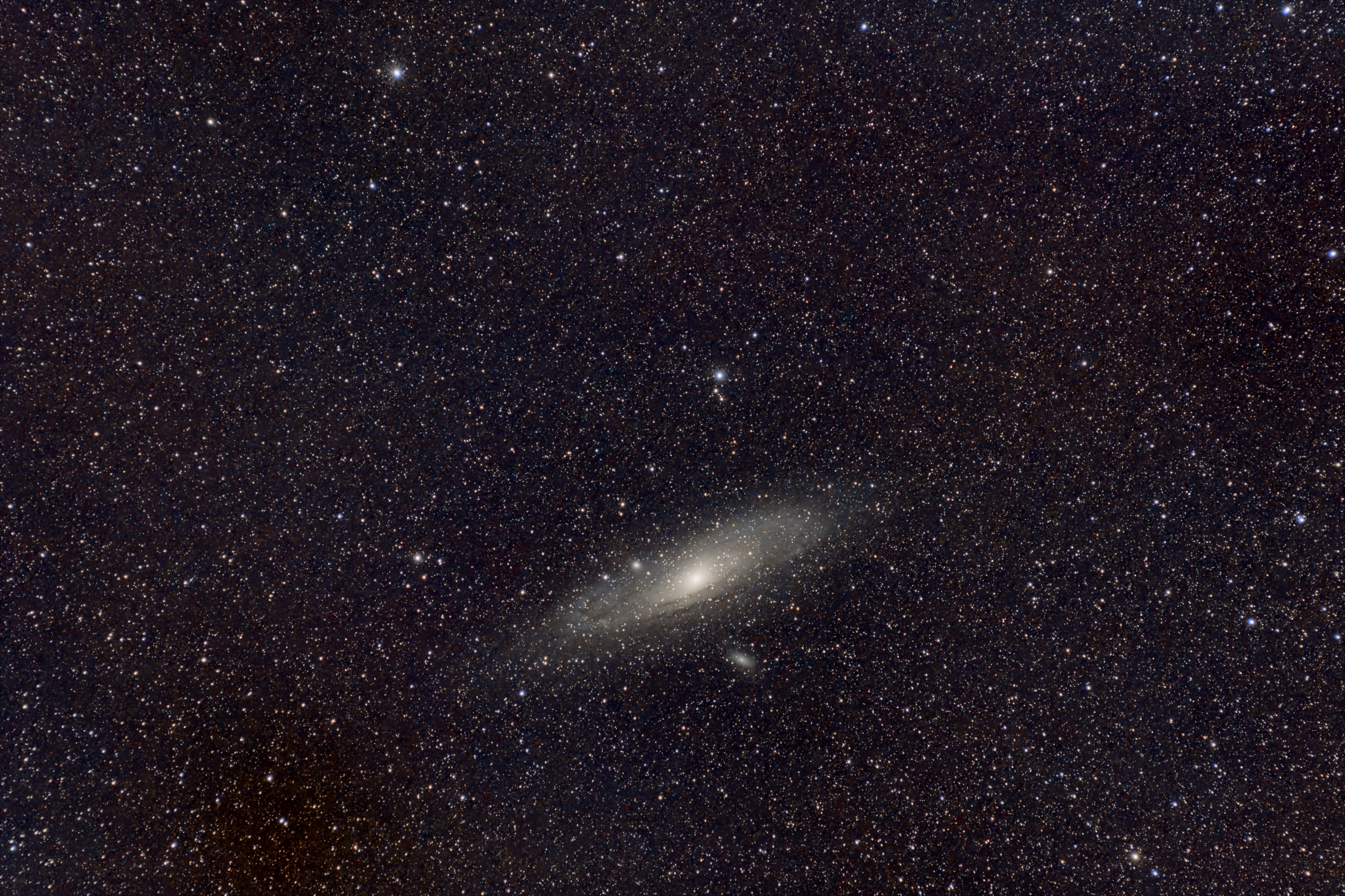
Галактика Андромеди знята на фотоапарат Canon 500D з об'єктивом «Юпітер 37А». Сума 29 знімків по 30 секунд кожен.